# Saint-Sauveur (Côte-d’Or)
Saint-Sauveur település Franciaországban, Côte-d’Or megyében. Lakosainak száma 228 fő (2022. január 1.). Saint-Sauveur Jancigny, Cheuge, Drambon, Maxilly-sur-Saône, Montmançon és Talmay községekkel határos.

## Népesség
A település népessége az elmúlt években az alábbi módon változott:
| Lakosok száma | 148  | 140  | 171  | 173  | 256  | 252  | 251  | 238  | 231  | 228  |
|               | 1968 | 1982 | 1990 | 2006 | 2013 | 2015 | 2017 | 2019 | 2020 | 2022 |